# Poulet impérial
Le poulet impérial (chinois simplifié : 宫保鸡丁 ; pinyin : gōngbǎo jīdīng ; litt. « dés de poulet façon gardien du palais »), aussi appelé poulet kung pao ou poulet gong bao est un plat sauté épicé à base de poulet, cacahuètes, divers légumes et piments. Plat classique, de la cuisine du Sichuan, province du sud-ouest de la Chine, au poivre du Sichuan. Bien qu'il soit commun à travers toute la Chine, il existe en variantes régionales moins épicées que la version sichuanaise, il est devenu un plat commun de la cuisine chinoise occidentalisée.

## Histoire

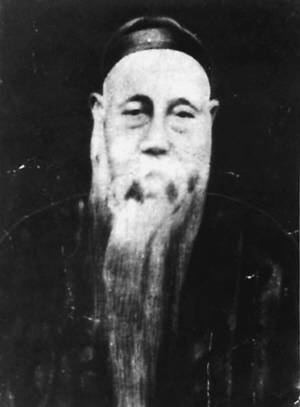
Ding Baozhen, le fonctionnaire de la dynastie Qing dans le Sichuan qui a donné son nom au plat.

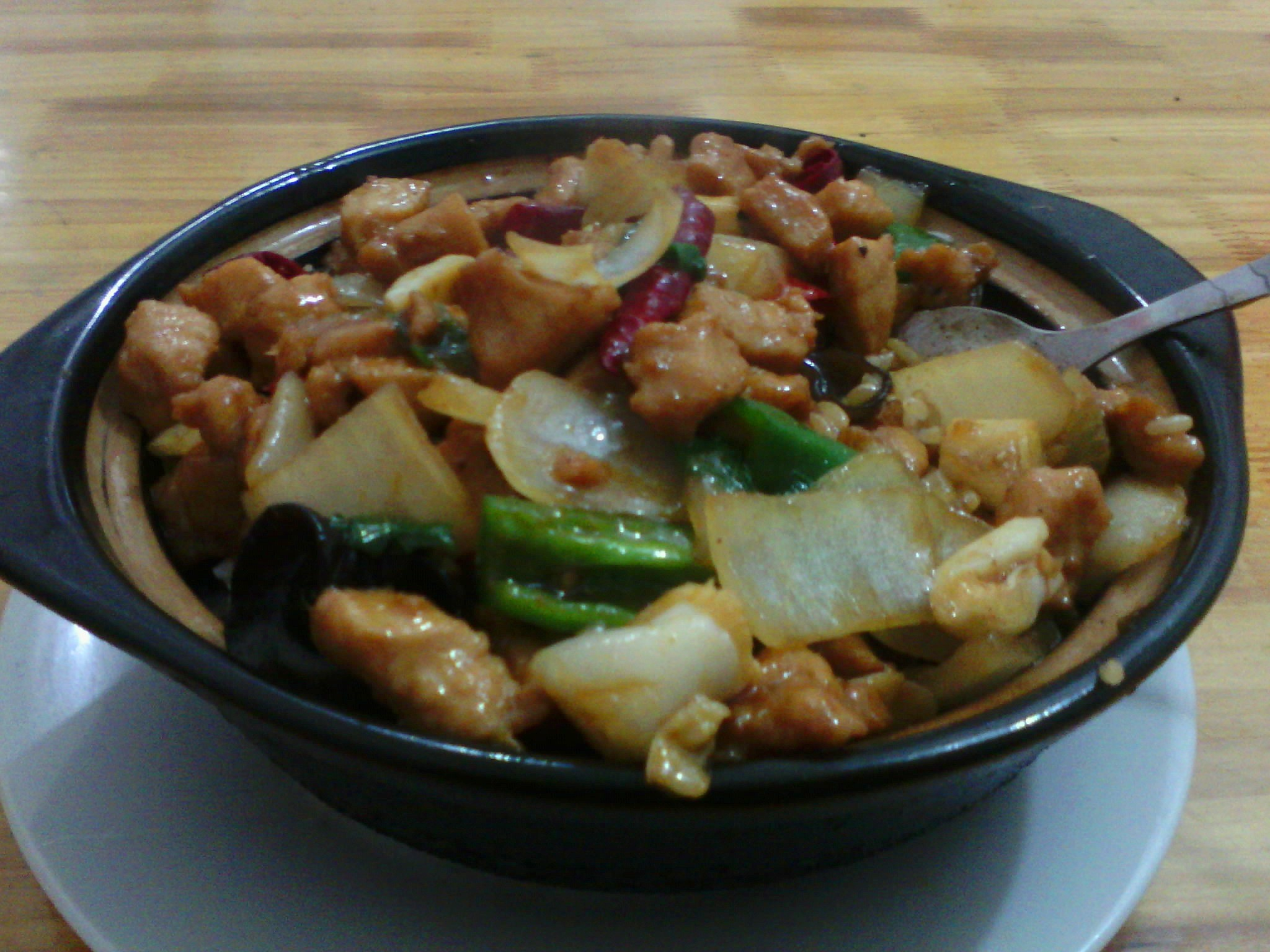
Poulet impérial servi dans la province d'Anhui, en Chine.

Le plat serait nommé d'après Ding Baozhen (1820-1886), un fonctionnaire de la fin de la dynastie Qing  et gouverneur de la province du Sichuan. Son titre officiel était « gardien du palais » (宫保, gōngbǎo, Wade : kung1-pao3, « gardien du palais »).
Durant la révolution culturelle, à cause de son association avec le fonctionnaire impérial, le nom de ce plat devint politiquement incorrect jusqu'aux réformes de Deng Xiaoping, en 1980.

## Version sichuanaise

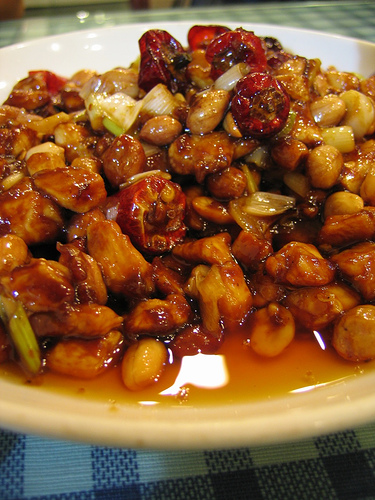
Poulet Kung Pao traditionnel

Ce plat est à base de dés de poulet marinés. Le wok est assaisonné avant d'ajouter des piments et grains de poivre du Sichuan puis rapidement frits pour parfumer l'huile. Les cacahuètes ou noix de cajou crues sont dorées à l'huile avant que les autres ingrédients ne soient ajoutés. Puis le poulet est sauté avec les légumes. Du vin de Shaoxing est ajouté pour améliorer la saveur de la marinade.
Au Sichuan, pour préparer un authentique poulet impérial, seuls des piments typiques Sichuan tels le piment dirigé vers le ciel (朝天椒, cháotiānjiāo) ou le sept-étoiles (七星椒, qīxīngjiāo) sont utilisés. Des variétés locales plus petites et plus fines peuvent aussi être employées.
Le plus important composant de ce plat est une pincée de grains de poivre du Sichuan qui donnent au poulet impérial sa saveur légèrement engourdissante et distinctive. L'utilisation de saveurs épicées et anesthésiantes (麻辣味型, málà wèixíng) est un élément typique de la cuisine sichuanaise.

## Version occidentale
Les plats servis en Occident à base de dés de poulet marinés sautés avec de l'orange ou jus d'orange, gingembre, ail, bouillon de poulet, sucre, fécule de maïs, sel et poivre. Ce plat est souvent garni de cacahuètes grillées entières.
La version originale inclut du poivre du Sichuan, qui était interdit d'importation de 1968 à 2005, aux États-Unis. L'interdiction a été levée depuis que de nouvelles méthodes de traitement sont utilisées mais l'interdiction de trente-sept ans a eu pour conséquence l'émergence de variantes sans poivre du Sichuan[citation nécessaire].

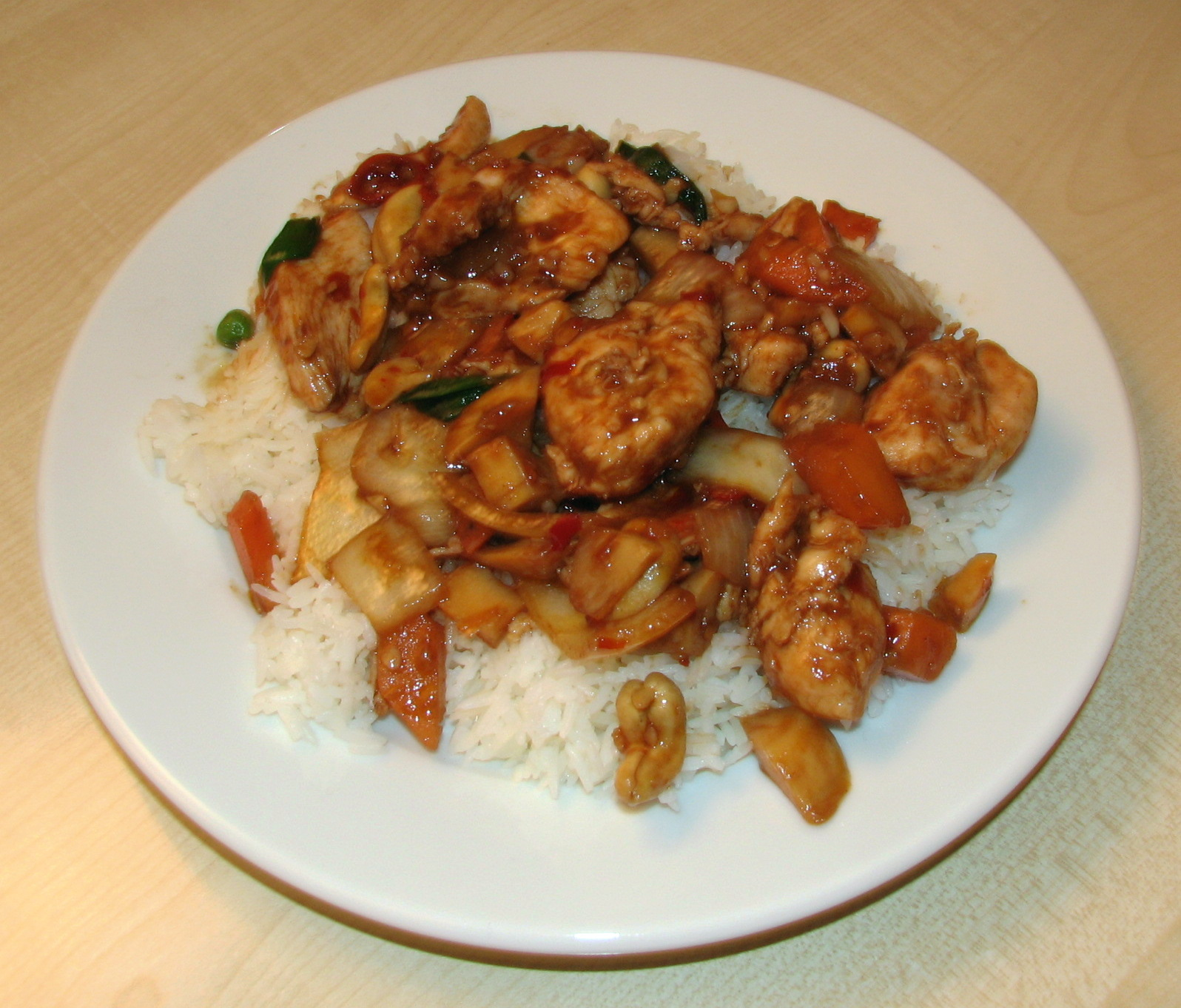
Version occidentalisée servie à Londres.
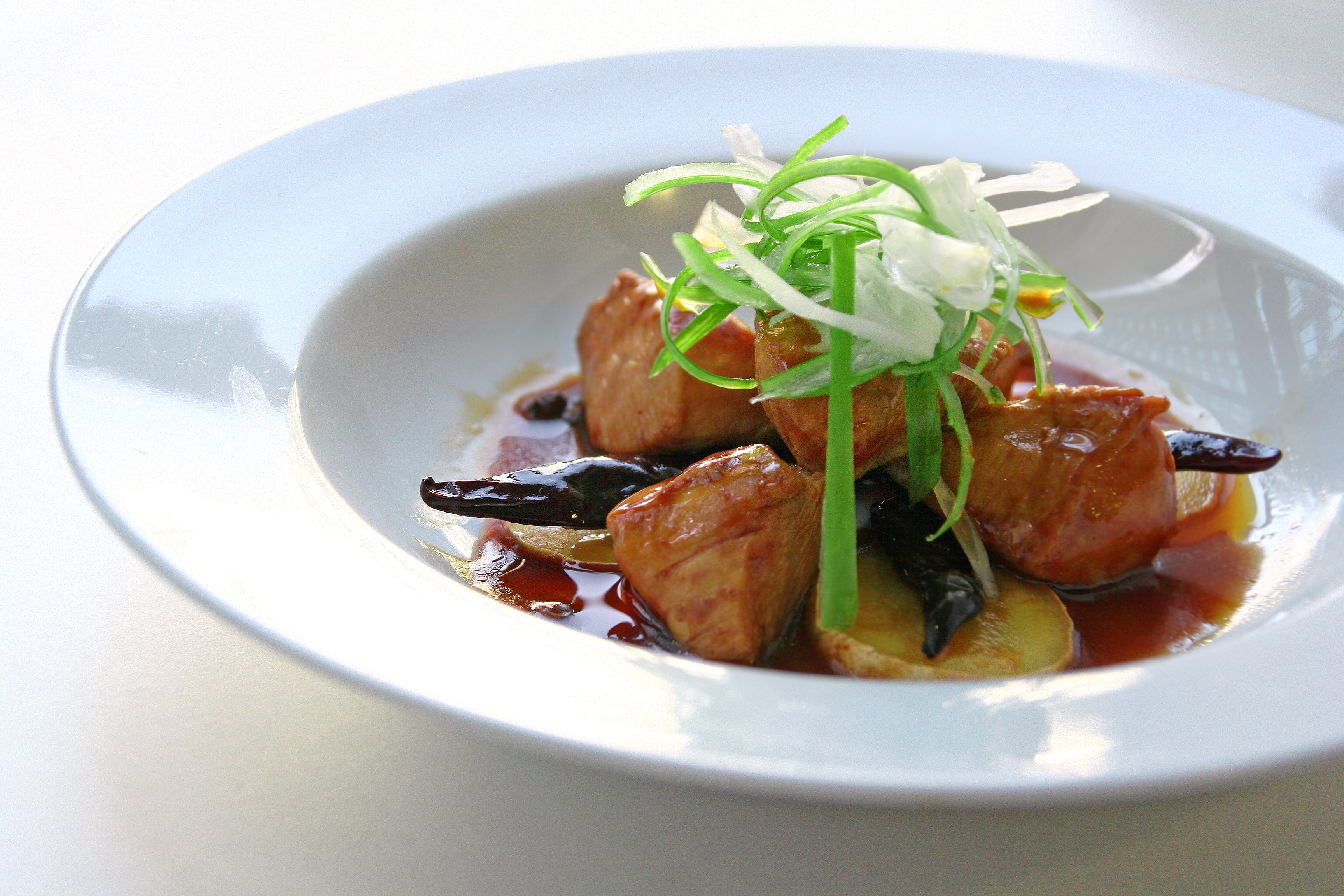
Une autre version.